# Nhạc dân gian Hungary
Nhạc dân gian Hungary (tiếng Hungary: magyar népzene) gồm có hàng loạt các phong cách của khu vực Trung Âu, chẳng hạn như như kết hợp với các điệu nhảy verbunkos, csárdás và nóta.
Tên gọi Népzene còn được dùng để chỉ âm nhạc dân gian Hungary giống như một tên gọi không chính thức của các phong cách nhạc dân gian liên quan đến từ Hungary và các tộc người thiểu số Hungary sống ở các quốc gia Áo, Cộng hòa Séc, Ba Lan, Slovakia, trung Romania (Transylvania) (Székely), Moldova (Csángó) và Serbia ngày nay.
Nguồn gốc phức tạp của nhạc dân gian Hungary hình thành trong nhóm người nông dân ở đầu thế kỉ 19 kèm với những gốc rễ xa xưa hơn nữa. Tuy nhiên người làm cho dòng nhạc này trở nên thịnh hành chủ yếu là nhà soạn người Hungary Franz Liszt, bởi vào năm 1846 ông đã bắt đầu sáng tác 19 bản Rhapsody tiếng Hungary trên piano, 5 bản trong số đó về sau được hòa tấu, kể từ đó hình thành những bản nhạc đầu tiên của một nhà soạn nhạc lớn kết hợp với các chất liệu từ thứ gọi là "nhạc nông dân". Những tác phẩm này đã phá vỡ truyền thống cổ điển và thường bị giới thương lưu xem là thô kệch và thiếu tinh tế, thế nhưng chúng đã ảnh hưởng sâu sắc đến nhiều nhạc sĩ khác như Johannes Brahms,sau này có Zoltán Kodaly và Béla Bartok, thậm chí còn ảnh hưởng đến cả nhạc jazz của Mỹ.
Trong thế kỉ 20, các nhà soạn nhạc người Hungary chịu ảnh hưởng từ âm nhạc truyền thống của quốc gia họ, có thể được xem là sự tái hiện của phong trào "chủ nghĩa dân tộc" đầu thế kỉ 19 (Beethoven), nhưng chính xác hơn là các nghệ sĩ khao khát muốn thoát khỏi chất liệu cổ điển truyền thống lúc bấy giờ. Béla Bartók đã khởi đầu xu hướng này vào thế giới âm nhạc trừu tượng với việc sử dụng tiếng Hungary để làm nền tảng sáng tác các bản nhạc giao hưởng.
Zoltán Kodály và Béla Bartók đã nghiên cứu hơn 300 giai điệu và lưu ý rằng những giai điệu hiện đại hơn được dùng đẻ khiêu vũ với với những nốt ngũ cung và bước nhảy ở giây thứ tư.

## Các nghệ sĩ và ban nhạc dân gian nổi tiếng của Hungary

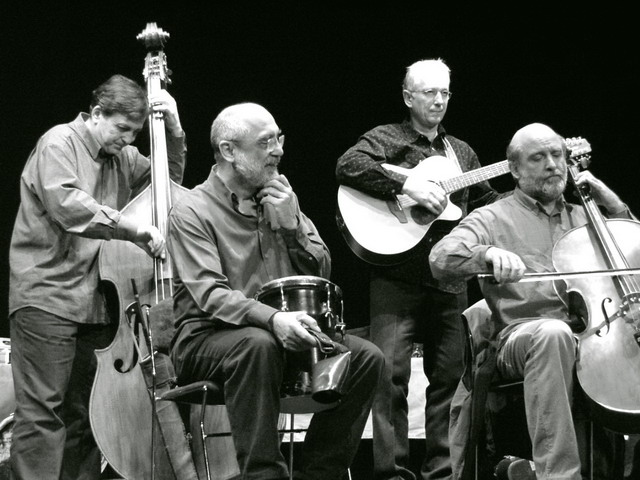
Kaláka

- Dankó, Pista, nhạc sĩ gipsy nổi tiếng, sáng tác nhiều ca khúc art folk
- Fonó Folk Band, ban nhạc authentic folk
- Gyurity, István, ca sĩ opera và nghệ sĩ biểu diễn nhạc dân gian
- Juhász Miczura, Mónika, ca sĩ nhạc gipsy
- Kaláka, ban nhạc authentic folk
- Muzsikás, ban nhạc authentic folk
- Lovász, Irén, nghệ sĩ biểu diễn authentic folk
- Nox, ban nhạc folk pop
- Palya, Bea, nghệ sĩ nhạc folk và world nổi tiếng
- Sebestyén, Márta, nghệ sĩ nhạc authentic folk nổi tiếng
- Dalriada, ban nhạc folk metal
- Tükrös Ensemble, ban nhạc authentic folk[2]